# Рівновіддалена конічна проекція

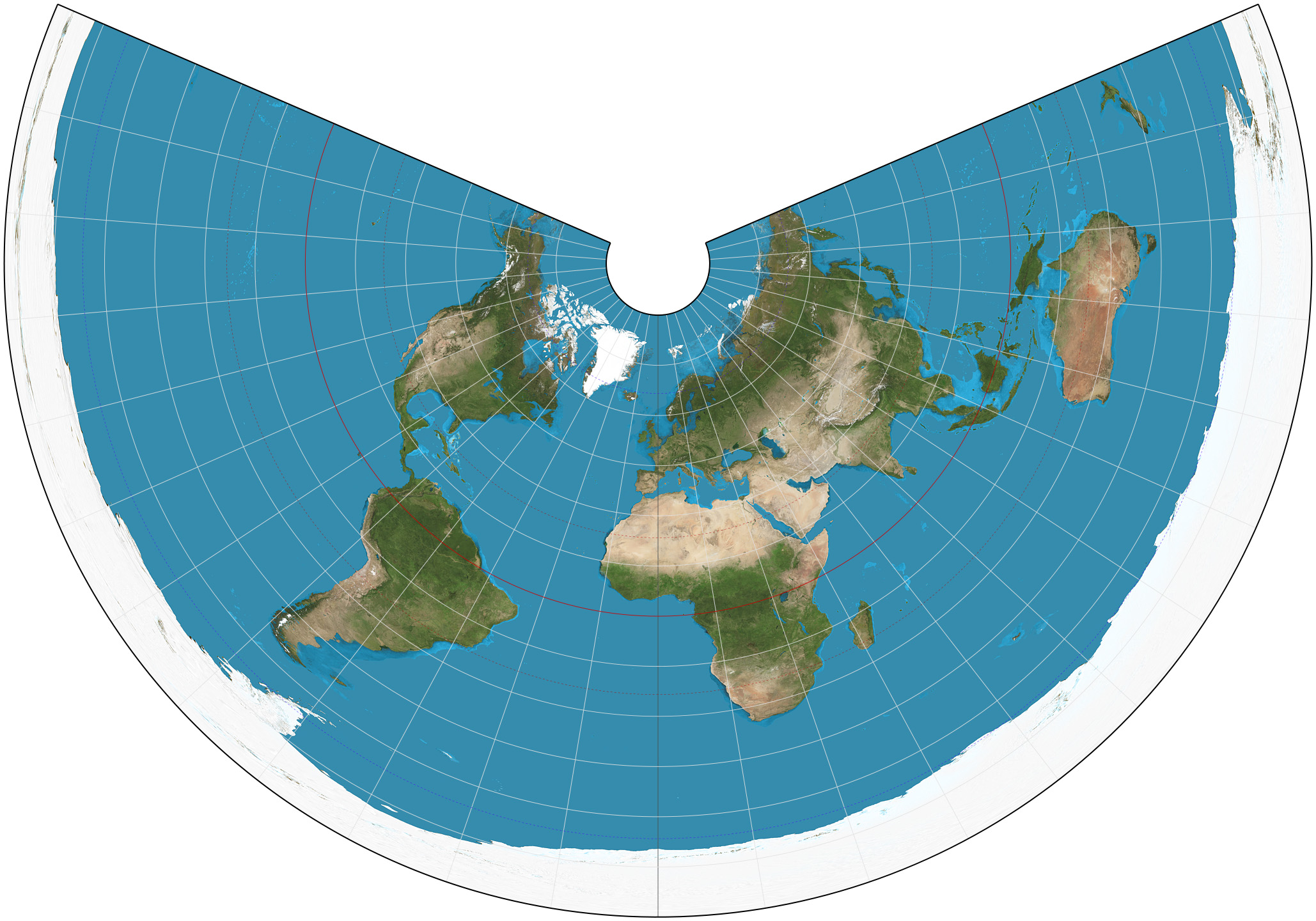
Світ на рівновіддаленій конічній проекції 15° сітки, стандартні паралелі 20° пн.ш. та 60° пн.ш.

Рівновіддалена конічна проекція з еліпсами спотворення. Стандартні паралелі 15° пн.ш. і 45° пн.ш.

Рівновіддалена конічна проекція — це конічна картографічна проєкція, яка зазвичай використовується для карт малих країн, а також для великих регіонів, таких як континентальна частина США, витягнутих зі сходу на захід.
Також відома як проста конічна проєкція, вперше була описана в II ст. н. е. грецьким астрономом і географом Птолемеєм у його праці Географія.
Проєкція характеризується тим, що відстані вздовж меридіанів є пропорційно правильними, та відстані  вздовж двох стандартних паралелей, які вибрав картограф, є також  правильними. Дві стандартні паралелі не містять спотворень.
Для карт регіонів, витягнутих зі сходу на захід (наприклад, Канада), стандартні паралелі вибираються приблизно на шосту частину шляху всередині північної та південної меж області, що зображається. Таким чином спотворення зводяться до мінімуму в усій області зображення.

## Трансформація
Координати зі сферичної геодезичної референцної системи можна перетворити на еквідистантну конічну проєкцію з декартовими прямокутними координатами за допомогою наступних формул, де λ — довгота, λ 0 — опорна довгота, φ — широта, φ 0 — опорна широта, φ 1 і φ 2 – стандартні паралелі:
{\displaystyle {\begin{aligned}x&=\rho \sin \left[n\left(\lambda -\lambda _{0}\right)\right]\\y&=\rho _{0}-\rho \cos \left[n\left(\lambda -\lambda _{0}\right)\right]\end{aligned}}}
де
{\displaystyle \rho =(G-\varphi )}
{\displaystyle \rho _{0}=(G-\varphi _{0})}
{\displaystyle G={\frac {\cos {\varphi _{1}}}{n}}+\varphi _{1}}
{\displaystyle n={\frac {\cos {\varphi _{1}}-\cos {\varphi _{2}}}{\varphi _{2}-\varphi _{1}}}}
Константи n, G і ρ0 потрібно визначати лише один раз для всієї карти. Якщо використовується одна стандартна паралель (тобто φ1 = φ2), формула для n вище невизначена і незастосовна, у цьому випадку
{\displaystyle n=\sin {\varphi _{1}}}
Точка відліку (λ0, φ0) з довготою λ0 і широтою φ0, перетворюється на початок x, y в (0,0) у прямокутній системі координат.
Вісь Y відображає центральний меридіан λ0, де y збільшується на північ, і є перпендикулярною до осі X, яка відображає центральну паралель φ0, причому х збільшується на схід.
Інші версії цих формул перетворення включають параметри для зсуву координат карти, щоб усі значення x та y були додатними, а також параметр масштабування, що зв’язує радіус сфери (Землі) з одиницями, що використовуються на карті.
Формули, що використовуються для еліпсоїдальних геодезичних реферецних систем, значно складніші.